# Петровська Світлана Василівна
Світлана Василівна Петровська (нар. 29 серпня 1935, Київ) — педагог у п'ятому поколінні, заслужений вчитель України, директор музею Кловського Ліцею.
Заснувала Українське товариство імені Януша Корчака та очолює його з 1995 року.

## Нагороди, звання
Заслужений вчитель України

## Родина
- Чоловік — філолог Мирон Петровський (1932—2020)
- Син — український та американський історик, філолог, есеїст, перекладач Йоханан Петровський-Штерн (нар. 1962), член-кореспондент Українського наукового інституту Гарвардського університету, почесний доктор НаУКМА.
- Дочка — німецька письменниця та журналістка Катя Петровська (нар. 1970), лауреат премії Інгеборг Бахман[en], 2013[de]